# Vasul morții (film)
Vasul morții (în engleză Death Ship) este un film de groază de mister de aventură regizat de Alvin Rakoff după un scenariu de John Robins bazat pe o povestire de Jack Hill și David P. Lewis.. În rolurile principale au interpretat actorii Richard Crenna, George Kennedy, Nick Mancuso, Sally Ann Howes, Kate Reid, Victoria Burgoyne și Saul Rubinek.
A fost produs de studiourile Bloodstar Films și Bloodstar Productions și a avut premiera la  4 aprilie 1980 în Canada, fiind distribuit de Embassy Pictures (în SUA) și Astral Media (în Canada). Coloana sonoră este compusă de Ivor Slaney.  A avut încasări de 1,75 de milioane de dolari americani.

## Distribuție
Au interpretat actorii:
- Richard Crenna - Trevor Marshall
- George Kennedy - Captain Ashland
- Nick Mancuso - Nick
- Sally Ann Howes - Margaret Marshall
- Kate Reid - Sylvia Morgan
- Victoria Burgoyne - Lori
- Jennifer Mckinney - Robin Marshall
- Danny Higham - Ben Marshall
- Saul Rubinek - Jackie
- Murray Cruchley - Parsons
- Anthony Sherwood - Seaman